# Homalanthus
Homalanthus é um género botânico pertencente à família Euphorbiaceae.
Plantas nativas da Ásia tropical e Austrália.

## Sinonímia
| - Carumbium Reinw. - Dibrachion Regel - Dibrachium Walp. | - Duania Noronha - Omalanthus A.Juss., var. ortográfica. - Wartmannia Müll.Arg. |

## Espécies
Composto por 50 espécies:
| - Homalanthus acuminatus - Homalanthus agallochoides - Homalanthus alpinus - Homalanthus arfakiensis - Homalanthus beguinii - Homalanthus bicolor - Homalanthus brachystachys - Homalanthus caloneurus - Homalanthus collinus - Homalanthus concolor - Homalanthus crinitus - Homalanthus deltoideus - Homalanthus ebracteatus - Homalanthus elegans - Homalanthus fastuosus - Homalanthus giganteus - Homalanthus goodenoviensis | - Homalanthus grandifolius - Homalanthus leschenaultianus - Homalanthus longipes - Homalanthus longistilus - Homalanthus macradenius - Homalanthus megalanthus - Homalanthus megaphyllus - Homalanthus milvus - Homalanthus minutiflorus - Homalanthus moerenhoutianus - Homalanthus nervosus - Homalanthus niveus - Homalanthus novoguineensis - Homalanthus nutans - Homalanthus pachystylus - Homalanthus paptranus - Homalanthus pedicellatus | - Homalanthus polyadenius - Homalanthus polyandrus - Homalanthus populifolius - Homalanthus populneus - Homalanthus remotus - Homalanthus repandus - Homalanthus rotundifolius - Homalanthus schlechteri - Homalanthus stillingifolius - Homalanthus stokesii - Homalanthus subrgaoensis - Homalanthus sulawesianus - Homalanthus tetrandrus - Homalanthus trivalvis - Homalanthus vernicosus - Homalanthus xerocarpus |

## Nome e referências
Homalanthus A.Juss..